# 杉下暢
杉下 暢（すぎした とおる、1992年5月4日 - ）は、ジャパンラグビーリーグワンレッドハリケーンズ大阪に所属するラグビー選手でチームの主将。

## プロフィール
- 京都府出身[1]。
- ポジションはロック(LO)。
- 身長 183 cm、体重 102 kg
- ニックネームはスギ。

## 来歴
高校2年生からラグビーを始めた
2011年、立命館高校卒業後、立命館大学に入る。
2015年、立命館大学卒業後、NTTドコモレッドハリケーンズ(現・レッドハリケーンズ大阪)に加入。同年11月14日に行われたジャパンラグビートップリーグ第1節のコカ・コーラレッドスパークス戦にて先発出場で公式戦初出場を果たす。
2022年、NTTドコモレッドハリケーンズ大阪の主将に就任。